# Völkerschlachtdenkmal (Würfelwiese Halle)

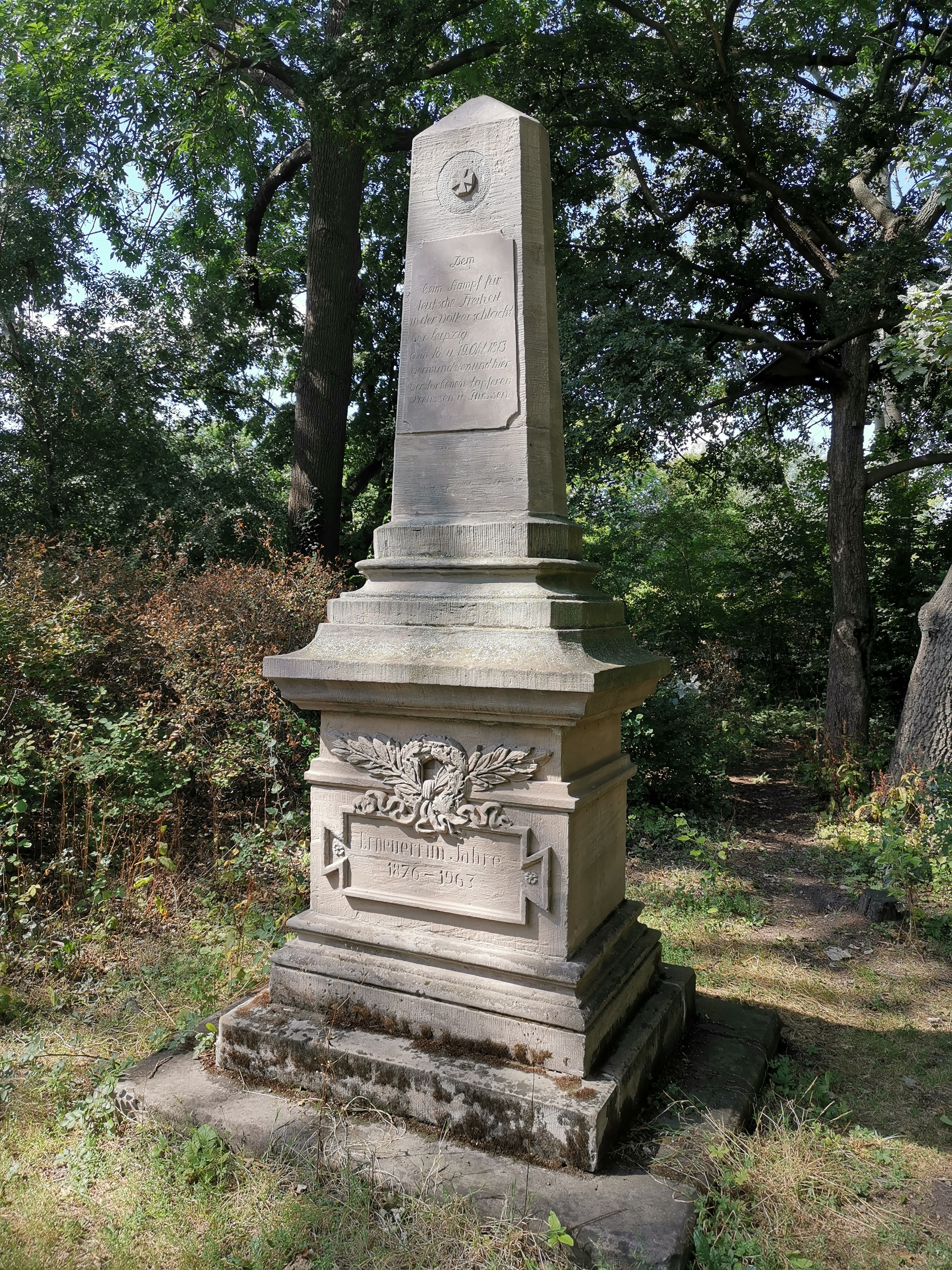
Völkerschlachtdenkmal auf der Würfelwiese in Halle (2019)

Das Völkerschlachtdenkmal auf der Würfelwiese ist eine Gedenkstätte in Halle (Saale). Das Denkmal steht unter Denkmalschutz und ist im Denkmalverzeichnis von Sachsen-Anhalt mit der Erfassungsnummer 094 56564 002 als „Teilobjekt eines Baudenkmals – Kleindenkmal“ eingetragen.

## Geschichte
Da Halle während der Befreiungskriege und insbesondere während der Völkerschlacht bei Leipzig im Oktober 1813 als Lazarettstadt in unmittelbarer Nähe zum Schlachtfeld diente, verstarben viele der Verwundeten hier. Die Zahl der Verwundeten erreichte fast die damalige Einwohnerzahl der Stadt, so dass man zahlreiche Gebäude in provisorische Hospitäler umwandelte. Entsprechend groß war die Anteilnahme nach dem Sieg, an dem auf preußisch-russischer Seite zudem Hallenser gekämpft hatten, so dass man bereits im Jahr 1814 drei Gedenkstätten schuf: ein Obelisk auf der Lehmbreite, einer auf der Würfelwiese und drittes Völkerschlachtdenkmal im Stadtpark beim Stadtgottesacker. Jeder dieser Obelisken wurde von einer der noch bestehenden Handwerkerinnungen Halles gestaltet. Aufgestellt wurden die Denkmäler an den Beerdigungsplätzen der verstorbenen Verwundeten.
Als Hauptlazarett diente zunächst die Moritzburg. Da die Zahl der Verwundeten aber sehr hoch war und fast die Einwohnerzahl Halles erreichte, zumal auch Verletzte anderer Gefechte im Umland in die Universitätsstadt gebracht wurden, richtete man weitere Gebäude am Mühlgraben – darunter mehrere am Domplatz (Neue Residenz, Dom, Reils Klinik) – als provisorische Lazarette ein. Leichtverletzte wurden hingegen in den Quartieren privat untergebracht, um so eine Entlastung für das medizinische Personal zu schaffen.
Schätzungen für Halle gehen von 1500 Toten aus, von denen man diejenigen aus den Gebäuden entlang des Mühlgrabens in 40 Großgräbern auf der nahen Würfelwiese beerdigte. Der Universitätsbildhauer Landmann schuf im Jahr 1814 aus Loderslebener Sandstein ein Denkmal für diese Anlage, das am 2. August 1814, dem Vorabend des 44. Geburtstags des preußischen Königs Friedrich Wilhelm III. eingeweiht wurde. Stifter war die hallesche Maurergewerk-Innung. Eine historische Ansicht von Johann Adolph Darnstedt zeigt das Denkmal auf einem künstlichen Steinhaufen inmitten der Gräber. Dieser zirka 1,7 Meter (5½ Fuß) hohe Bruchstein-Felsen sollte es vor Hochwasser schützen.
Seitdem wurde das Denkmal mehrfach restauriert: Im Jahr 1863 wurden dabei zudem die Grabfelder mit jungen Eichen markiert. Details über die am Denkmal erwähnten Restaurierungen von 1876 und 1963 konnten nicht ermittelt werden. Sie betrafen vermutlich aber zum Teil ebenfalls das Umfeld, da die Würfelwiese in der Folgezeit weitere Denkmäler erhielt (Friedenseichen 1872, Hermann-Fiebiger-Denkmal 1885) und sich später zu einem öffentlichen Park wandelte. Eine weitere Sanierung wurde im Jahr 2013 vorgenommen, nachdem das Denkmal durch die schweren Hochwasserereignisse von 2011 und 2013 in Mitleidenschaft gezogen wurde. Zudem war die Hauptinschrift nur noch bruchstückhaft zu lesen. Im Jahr 2018 wurde das Denkmal durch Vandalismus beschädigt, so dass die Stele durch den halleschen Bildhauer Christoph Reichenbach wieder auf das Denkmal gesetzt werden musste.

## Beschreibung
Das zirka drei Meter hohe Denkmal besteht aus einem Stufenpodest, einem Sockelstein und einer leicht geschwungene Stele. Diese Stele trägt eine Inschrift:
Über dieser Inschrift befindet sich das Relief eines Eisernen Kreuzes. Dieselbe Anordnung wurde auf der Rückseite gewählt, auf der sich folgende Inschrift befindet:
Am Sockel findet sich zudem die Inschrift Erneuert im Jahre 1876 – 1963. Sie wird von Eichenlaub, einem Kranz, Bändern und Radkreuzen verziert.